# Plac Bawół w Krakowie
Plac Bawół – plac w Krakowie, położony w dzielnicy I Stare Miasto, na Kazimierzu. Łączy ulice Szeroką i Józefa z ulicami Bartosza oraz św. Wawrzyńca.

## Historia
W czasach średniowiecza plac stanowił centrum wsi Bawół, która w 1340 roku została włączona do miasta Kazimierz.
Od końca XV wieku w pobliżu placu zaczęła osiedlać się ludność żydowska. Z czasem ukształtowała się tu odrębna dzielnica, oddzielona od Kazimierza własnymi murami miejskimi. Wokół placu skupiała się głównie architektura sakralna i świecka. W XIX wieku większość zamożniejszych mieszkańców przeniosła się do innych dzielnic Krakowa, zaś okolice placu, tak jak większa część Kazimierza, stały się miejscem zamieszkania żydowskiej biedoty.
W XV wieku w okolicach placu wybudowano Starą Synagogę. W 1557 roku w okolicach Krakowa i Kazimierza wybuchł pożar, który doszczętnie strawił cały budynek. W trakcie II wojny światowej, hitlerowcy doszczętnie zdewastowali synagogę, a ludność żydowską przesiedlono do getta na Podgórzu. Po zakończeniu działań wojennych synagoga została odbudowana.
W drugiej połowie XVI wieku część terenu na którym znajduje się dzisiejszy plac przyłączono do miasta Kazimierz.
Nazwa placu upamiętnia dawną wieś Bawół (notowaną w źródłach od 1198 roku), której część włączona została w 1340 roku przez Kazimierza Wielkiego do nowo powstającego miasta Kazimierza. Dawniej w południowej pierzei placu znajdował się kościół św. Wawrzyńca, wybudowany około 1276 roku, a następnie zburzony około 1785 roku. W północnej części placu znajduje się zachowana do dziś synagoga Stara, wybudowana w XV wieku.
Dawniej przez plac przebiegał drewniany płot, oddzielający od siebie część żydowską i chrześcijańską miasta Kazimierz, a od 1627 roku kamienny mur, którego fragmenty zachowały się do dziś. W XIII oraz XX wieku plac nie posiadał uporządkowanej lokalizacji, przez co jego teren zmieniał się wielokrotnie.
W 1975 roku plac został wykorzystany do nakręcenia scen pożaru Kalińca w filmie „Noce i dnie” reżyserowanego przez Jerzego Antczaka.

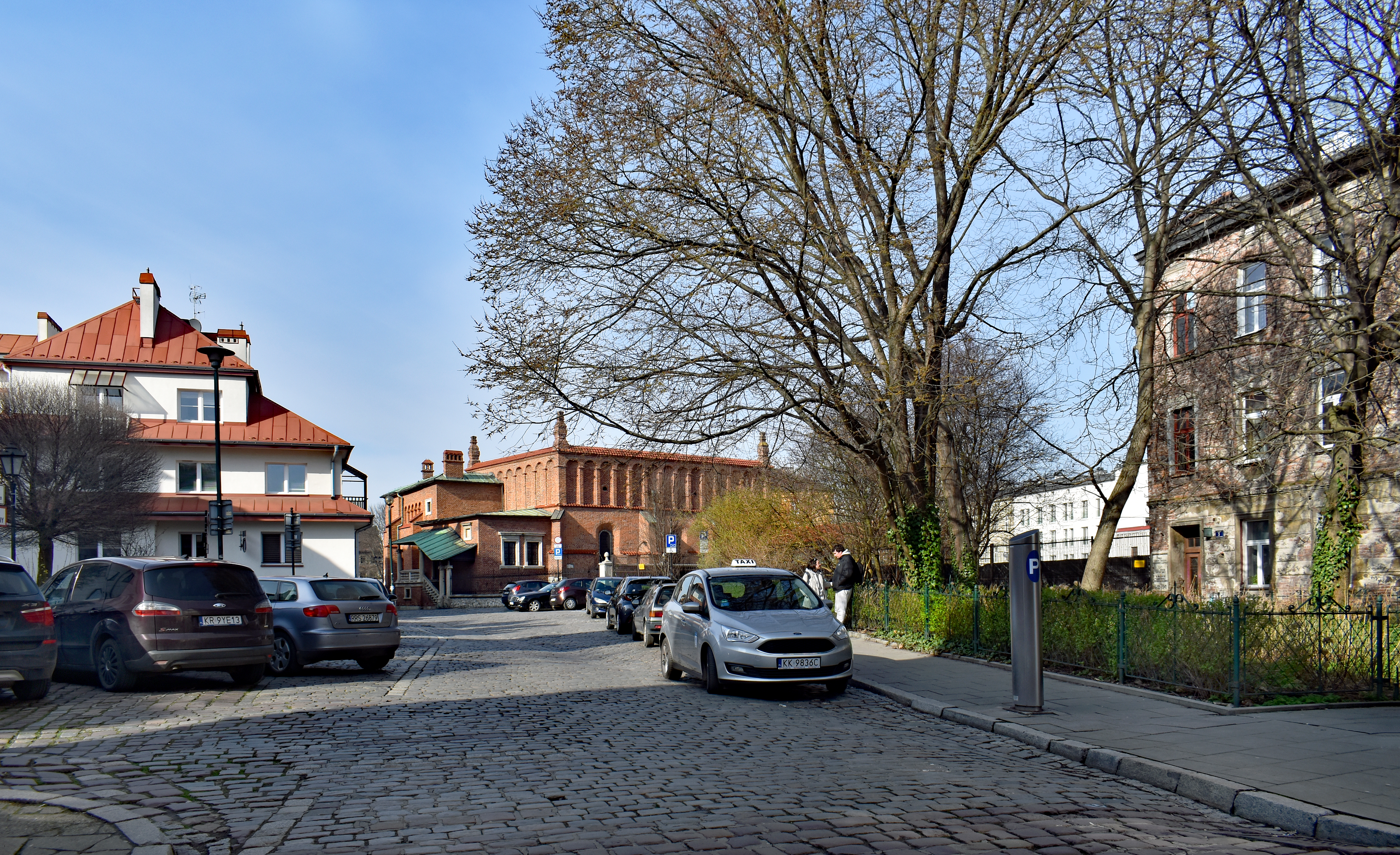
Plac widziany z południa, z ul. Bartosza. Widoczna północna pierzeja i Synagoga Stara.
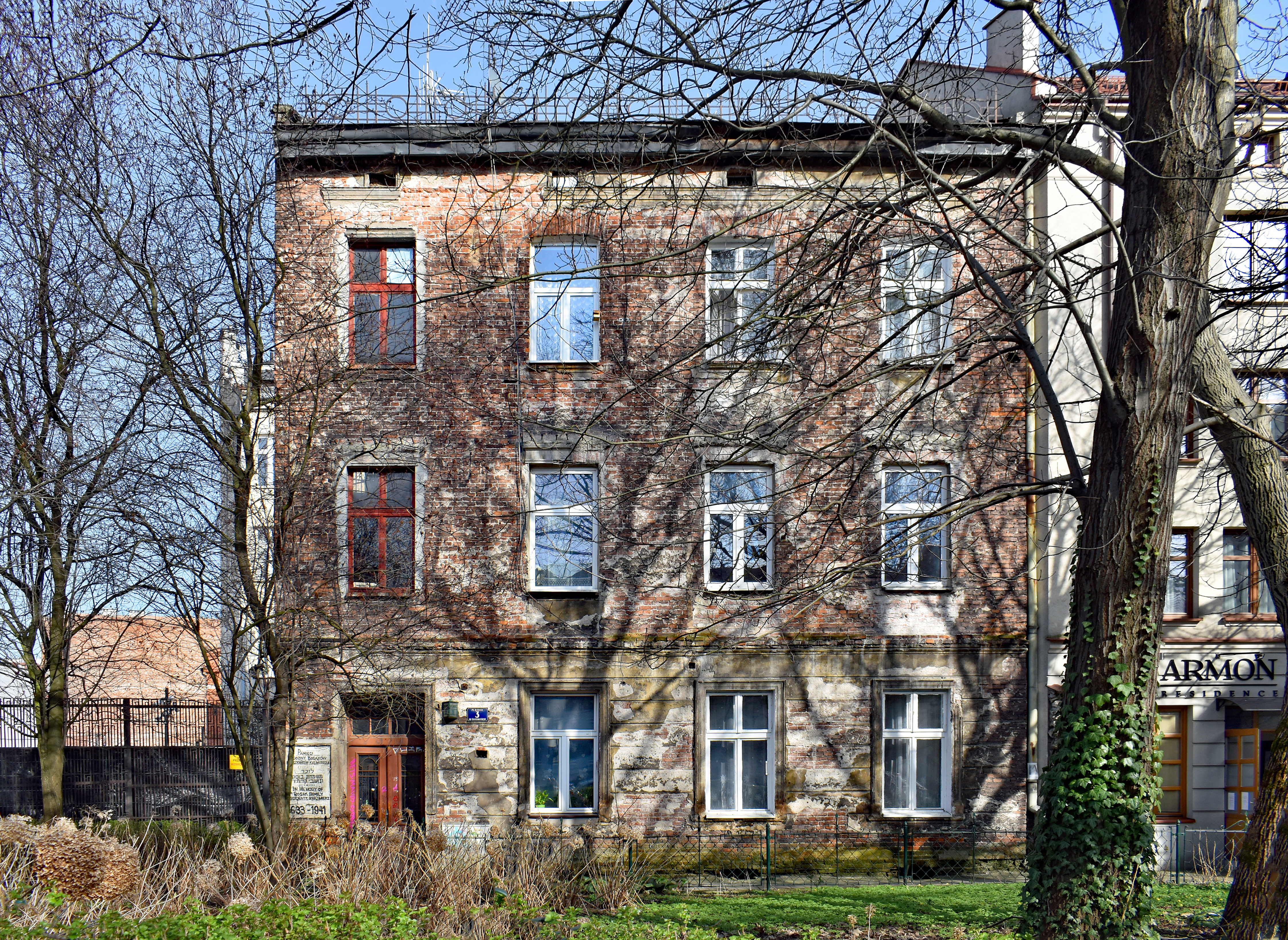
pl. Bawół 3 Kamienica (proj. Nachman Kopald, 1907)
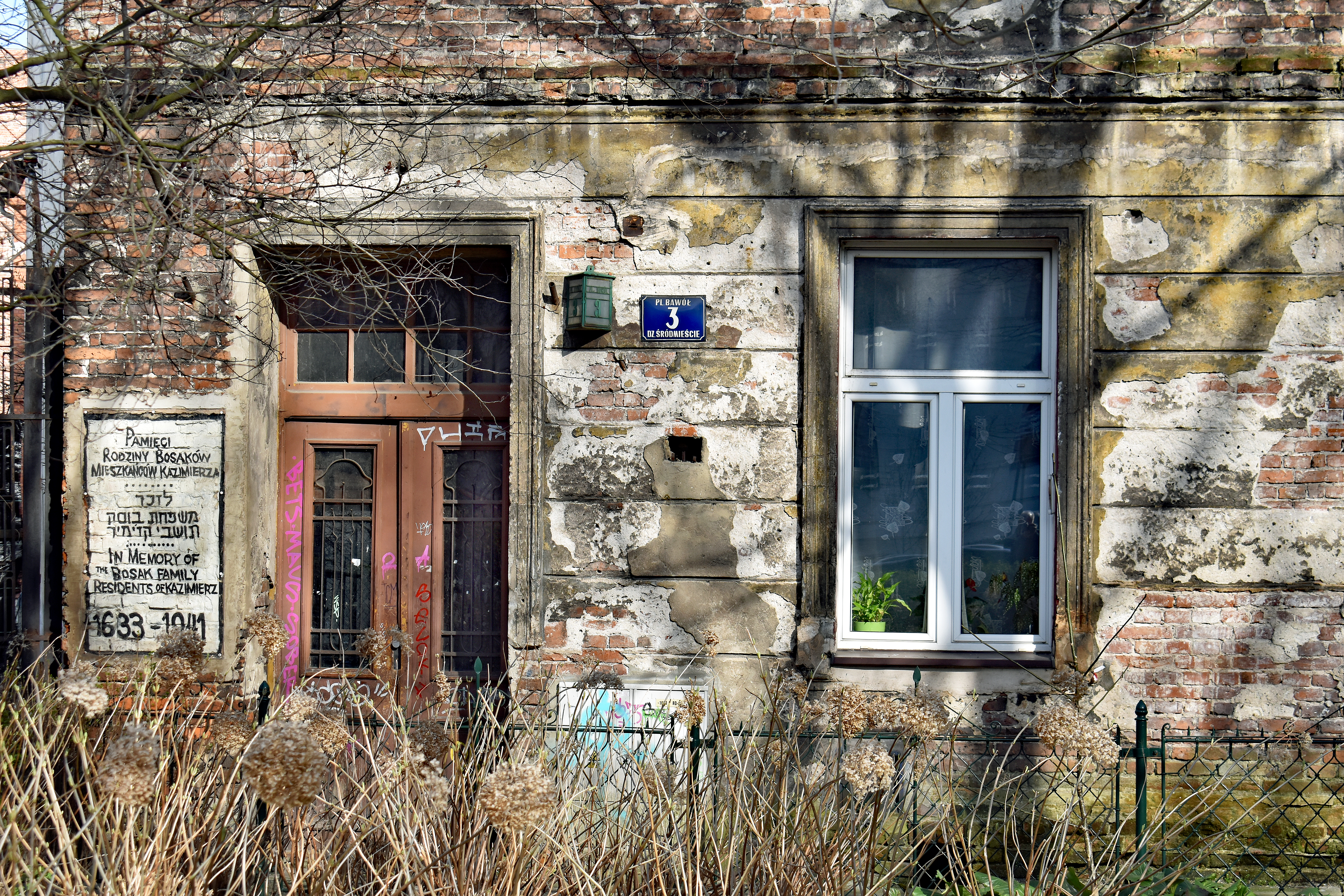
pl. Bawół 3 Mural upamiętniający dawnych mieszkańców
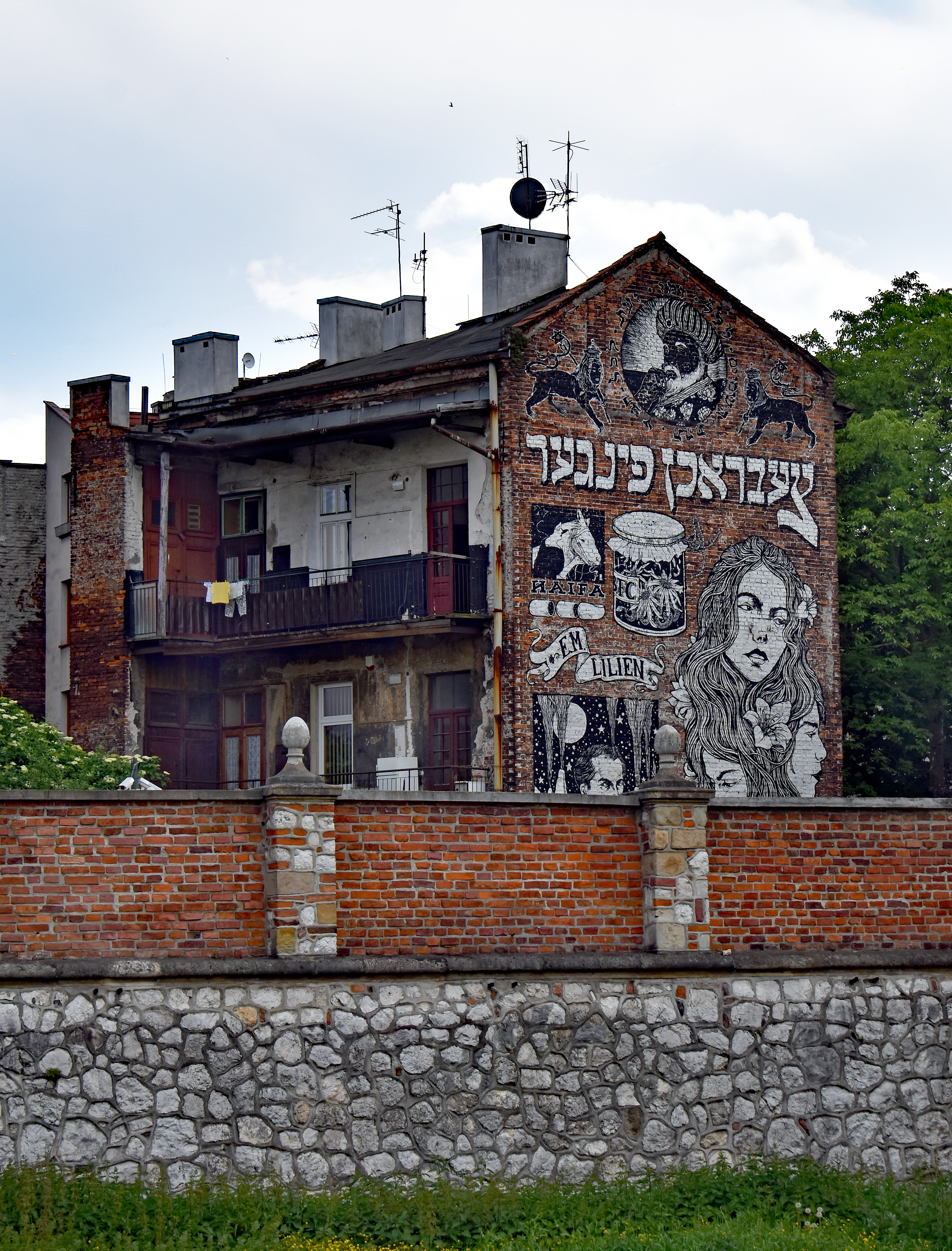
pl. Bawół 3 Kamienica widziana z ul. Dajwór i mural

## Zabudowa
- pl. Bawół 3 – Kamienica, proj. Nachman Kopald, 1908.
- pl. Bawół 5 (ul. Bartosza 2) – Kamienica, proj. Leopold Tlachna, 1888.

Opracowano na podstawie źródła: Gminnej ewidencji zabytków – Kraków.